# ネットワークフォックスハンティング
ネットワークフォックスハンティングは、舘神龍彦が1994年に発表し、1996年頃には雑誌等にゲームの内容が掲載された野外ゲームである。ISDN通信網やコンピュータネットワークを利用した「鬼ごっこ」のようなゲームで、アマチュア無線のフォックスハンティングを原型としている。。

## 概要
鬼とされるプレイヤーは、コンピュータネットワーク上の掲示板などに「ヒント」を記す。そのヒントをもとに、鬼を捕まえるプレイヤーが公共交通機関などを利用して、鬼を捕まえるゲームである。

## ルール
最初期のルールにおいては、移動手段を自動車と想定しているが、その後のルール改定により、移動手段を公共交通機関と想定している。

### Ver.0.90(1994年4月)
高速道路と電話回線のスポーツ−自動車とノートパソコン、モデムを使ったまったく新しい遊び。
参加者は、フォックス（鬼ごっこのオニ。基本的には1人）とハンター（3〜10人）。フォックスは、自動車で移動しながら、ある目的地をめざす。移動途中に各地のISDN公衆電話から、目的地のヒントになるような情報を所定のパソコン通信ネットにアップロードしていく。これにギャラリー（観客）が加わる。
（ヒントの例）
- 現在地や、出発地点から現在地までの距離
- 目的地までの推定所要時間（東京からフォックスが出発し、地方に向かうパターンを想定。）

ハンターは、ヒントをもとにロードマップなどからフォックスの目的地を推理し、所定のパソコン通信ネットのボードを利用してフォックスに質問することができる。フォックスは、いくつかの質問に答えたり、ヒントをアップしていく。このフォックスとハンター相互のやりとりによって、ゲームが進行する。フォックスが指定する日時までに、ハンターは推理した答をアップする。
目的地が的中したらハンターの勝ち。目的地を悟られることなく到着できればフォックスの勝ち。
- 参加者

参加者は以下の3種類に分類される。
フォックス一人。ノートパソコンを自動車に積んで自分の決めた目的地を目指す。
ハンター：3〜10人ぐらいフォックスが出すヒントをもとに、所定の日時までにフォックスの目的地を当てる。場合によっては、答がわかった時点で、フォックスを現地で待ち伏せする。（※後述アクティブチェイスルール参照）
ギャラリー：その他多数直接ゲームには参加しない。ハンターにメールなどで情報提供を行う。また、どのハンターが勝つか（またはフォックスが逃げ切るか）を予想する。基本的には見ているだけだが、フォックス、ハンターのいずれかにメールで情報提供をしてもよい。内容は真実である必要はなく、自分の応援するプレーヤーに有利な展開になるように、嘘の情報を流してもいい。
- 準備

このゲームをするためには、以下のものが必要
ゲーム全体に必要な物パソコン通信ネット。フォックスとハンターのやりとりのためのネット。SISOPの許可が取りやすい草の根BBSが便利。また、SISOPの許可さえ取れれば、ニフティやPC−VANなどの大手ネットの会議室も、各地にアクセスポイントがあるため使える。またニフティのパティオなどのサービスもギャラリー（後述）が限定されるが、手軽に利用できる点はありがたい。
◎プレイヤーが用意するもの
○フォックス
車車種は問わず。ただし、ゲームの性格上、ロングツーリングが可能で小型のものが望ましい。
ノートパソコンバッテリー、もしくは電池で駆動可能なもの。車に搭載するのでこの条件が満たされていれば必ずしも小型軽量でなくてもOK。
通信ソフトパソコン通信の必需品。通信できればどんなものでも可。
モデム行く先々のISDN公衆電話からネットにアクセスするため、乾電池での駆動が可能な小型タイプが望ましい。また98ノートには内蔵タイプが用意されているため、「NS/E以降の機種」も便利だ。
電池モデムが外付けタイプの場合、予備電池が不可欠だ。一部の外付けモデムは電池の消耗時間が短い。また地方から東京のアクセスポイントに接続する場合、通信時間も相対的に長くなる。バッテリーチェッカーとともに、予備の電池を多めに用意しておきたい。
ノートパソコン用カーバッテリーアダプターノートパソコンに常に電源を供給するためにあれば便利。『カーノートパワー』など機種別のものが発売されている。
地図自動車で移動するのに必要なロードマップ。各都市の市街地の様子が明記されているもの。
テレフォンカードヒントをアップロードするネットが草の根BBSの場合、地方からのアクセスは通信距離が長いため多くの料金がかかる。手間を考えると、テレフォンカードを何枚か用意しておくと便利。
その他自動車で高速道路を走るために必要なもの。ハイウェイカード、ガソリン代、小銭など
○ハンター
パソコン通信のためのもの一式パソコン本体、モデム、通信ソフトなどパソコン通信をするために必要なもの。
資料フォックスの足どりを追うために必要なもの。ロードマップなど
その他アクティブチェイスルール（※後述）を採用する場合は、フォックスと同じ装備が必要。
○ギャラリー
ハンターに準ずる。
- 勝ち負けの判定

フォックスが決めた所定の日時までに、ハンターが目的地を当てれば、ハンターの勝ち。フォックスが所定のアップロード回数（後述）をこなし、ハンターの予想を振り切って、目的地に辿り着ければ、フォックスの勝ち。
- ルール

フォックスのエントリーフォックスになる人は、ゲーム開始にあたり、次のいくつかの事柄を明らかにしなくてはならない。
車の車種車種と、現在のおおよその燃費、燃料タンクの容量。ハンターはこれをもとに、フォックスのだすヒントから目的地を推理する。フォックスは「現在の残り燃料では目的地まで持たないので、出発地点から400キロメートル地点で給油」という具合にヒントを出す。
出発地点どこから出発するのか。詳細な住所。たとえば、「港区南青山3ー5ー2」のようにはっきり記載する。
アップロードの回数目的地に着くまでに何回ヒントをアップロードするかを宣言する。フォックスは、この回数と同じだけモジュラージャックつきの公衆電話からアクセスしなくてはならない。
目的地までの給油回数たとえば1回と宣言すれば、その車が無給油で航続できる距離から目的地の目安がつけやすい。
ハンターの参加表明ハンターはまず、ハンターとして参加することを表明する。（ゲームの進行を考えると先着10名程度）そして、以下のやりかたで、フォックスにヒントの提示を求める事ができる。
ヒントゲームは移動するフォックスが、ハンターに対してヒントを出していく事で進展する。基本的にフォックスが一方的に出すもので、出発点からの直線距離、現在位置の特徴（画像ファイルが使える場合は、そのアップロードもあり）、都市の頭文字のアルファベットなど、ヒントらしいものであればなんでも可。
- その他

アップロードの原則フォックスがヒントなどをネットにアップロードする場合、原則としてモジュラージャック付き公衆電話のみを使う。携帯電話は使わない。これは、その電話の通信可能エリアならどこからでもアクセスできるため、フォックスの行動上の制約がなくなり、ゲームとしてつまらなくなるためである。またカプラーも電話の種類を問わずにネットにアクセスできるのでこれも原則的に使用しない。どうしても使う場合は、書き込みの中できちんとことわるようにする。
アクティブチェイスルールハンターは原則的に移動はしないが、フォックスの目的地を具体的に指摘できる場合に限り、そこで待ち伏せすることができる。これを“アクティブチェイスルール”と呼び、ハンターの予想が的中していた場合、フォックスは全面的敗北（すべてのハンターに対しての敗北）となる。
ヒントの出し方のバリエーションフォックスが出すヒントとしては、上記の様な具体的情報以外にも方法がある。上記のヒントはすべてテキストファイルだが、電子スチルカメラで取り込んだ画像やマイクを使っての音声など、バイナリデータでヒントを出すこともできる。課題は、これらのデータを扱う為のハードを、フォックスとハンター双方が持っているかどうかである（ゲーム開始にあたってこのことが協議されている場合はこの限りではない）。

### Ver.1.3(1996年4月7日)
NFH　ルール       Ver.1.3

■1 ゲームの概略

携帯電話、サブノート、デジタルカメラなどのデバイスを装備して移動するフォックスの目的地を、ハンター達が突き止めるゲーム。フォックスは、自動車で移動しながら目的地を目指す。移動中はISDN公衆電話、携帯電話、またはPHSなどを用いて、目的地のヒントになるような情報を所定のパソコン通信ネットにアップロードしていく。ヒントは、テキストファイルはもちろん、画像、音声などパソコンで扱うことができるあらゆるデータを使うことができる。

　ハンターは、ヒントをもとにロードマップなどからフォックスの目的地を推理し、所定のパソコン通信ネットのボードを利用してフォックスに質問することができる。フォックスは、いくつかの質問に答えたり、ヒントをアップしていく。このフォックスとハンター相互のやりとりによって、ゲームが進行する。

■2 参加者 

　参加者は以下の3種類に分類される。

　□1 フォックス

　　一人。ノートパソコンを自動車に積んで自分の決めた目的地を目指す。

　□2 ハンター：3～10人ぐらい

　　フォックスが出すヒントをもとに、所定の日時までにフォックスの目的地を当てる。場合により、答がわかった時点で、フォックスを現地で待ち伏せする。

　□3 審判

　　フォックスの居場所を常に把握し、各ハンターから推理のメール（後述）を受け取る。各プレイヤーの動きを知り、勝敗のジャッジを下す。

■3 装備

　このゲームを行うためには、以下のものが必要

　□1 ゲーム全体に必要な物

　　パソコン通信ネット

　　フォックスとハンターのやりとりのためのネット。SYSOPの許可が取りやすい草の根BBSが便利。SYSOPの許可さえ取れれば、ニフティやPC－VANなどの大手ネットの会議室も各地にアクセスポイントがあるので使える。

　□2 プレイヤーが用意するもの

　　●1 フォックス

　　　○1 移動手段

　　　　車、バイク、自転車、電車など。ある程度高速移動ができるようなもの。

　　　○2 ノートパソコン

　　　　バッテリー、もしくは電池で駆動可能なもの。

　　　○3 デジタルカメラ（なくても可）

　　　○4 通信のための装備

　　　　通信ソフト、モデム、電池など

　　　○5 地図

　　　　各都市の市街地の様子が明記されているもの。

　　●2 ハンター

　　　○1 パソコン通信のためのもの一式

　　　　パソコン本体、モデム、通信ソフトなどパソコン通信をするために必要なもの一式

　　　○2 資料

　　　　フォックスの足どりを追うために必要なもの。各種の地図など

　　●3 審判

　　　　ハンターに準ずる

■4 ルール

　□1 フォックスのエントリー

　　フォックスになる人は、ゲーム開始にあたり、次のいくつかのことを明らかにしなくてはならない。

　　●1 出発地点と移動手段

　　　：どこから出発するのか。詳細な住所。たとえば、「港区南青山3ー5ー2」のように明記する。またどんな移動手段を使うかも明示する。

　　●2 アップロードの回数

　　　目的地につくまでに何回ヒントをアップロードするか宣言する。フォックスは、この回数分のヒントを出さなくてはならない。

　□2 ハンターのエントリー

　　ハンターはまず、ハンターとして参加することを表明する。（ゲームの進行を考えると先着10名程度）そして、以下のやりかたで、フォックスにヒントの提示を求める事ができる。

　□3 ヒント

　　ゲームは移動するフォックスが、ハンターに対してヒントを出していく事で進展する。自分の装備に可能なあらゆる種類のデータをヒントとすることができる。たとえば、サブノートにマイクが内蔵されていれば、音声データを、デジタルカメラがあるのなら、画像データをヒントとして送ることができる。ハンターはフォックスの装備に応じて、パソコン側でそれらのデータをもとに、目的地を推理する。その手順は以下のとおりである。

　　●1 フォックスとハンターの情報のやりとり

　　　ゲームの開始から終了までの間にフォックスはヒントを、移動直後に、所定の会議室にアップロードする。またハンターはそれに基づいた推理をフォックスにメールしなくてはならない。ゲームは、フォックスが目的地につくまでのこれらのやりとりによって進行する。

　　●2 ヒントのアップロード

　　　フォックスは、ゲーム終了までの時間内に、現在地または目的地に関するヒントを一定回数以上アップロードしなくてはならない。なお、ヒントにはゲームごとにひな型を設け、その条件を満たすようにする（テキストファイルのヒントの場合）。画像、音声については、その場所のみで採集できるものという条件を満たすことが最低の条件となる。

　　・ひな型の例

　　　その場所から見える一番高い建物の形

　　　その場所の最寄り駅をローマ字表記のうちの英字2文字

　　●3 嘘のヒント

　　　フォックスは、嘘の情報のヒントを1回までアップロードできる。

　　●4 イレギュラーなヒント

　　　フォックスは、ヒントの規定回数のアップロード以外に、イレギュラーなヒントを出すことができる。そしてこのヒントは、一定時間の経過後にフォックスが削除することができる。ただしこのヒントは嘘の情報であってはならない。各ハンターは運がよければ、短時間しか現れないこのイレギュラーなヒントによって、他のハンターよりも多くの情報を入手し、有利にゲームを展開できる。

　　●5 ヒントへの回答のメール

　　　各ハンターは、ヒントの会議室へのアップロードからフォックスの目的地と現在地のそれぞれを推理し、審判にメールを出す。つまりフォックスは各ハンターの推理をゲームの最後まで知ることはない。

　　●6 各ハンター間の情報交換

　　　各ハンターは必要に応じて、メールやチャットでやりとりし、自分の推理と情報を交換できる。ただし嘘をつくことで他のハンターを出し抜くことも可とする。

　　●7 フォックスへの公開質問

　　　各ハンターは、1回だけフォックスに対して、所定の会議室のボード上で質問をすることができる。

　　●8 審判

　　　審判は、常にハンターの現在位置をリアルタイムで把握しつつ（ハンターとメールで連絡を取っている）、各ハンターからの推理のメールを受け取り、その推理が、どれだけ当たっているかをそのつど点数化し、最終的な勝敗の基準とする。

■5 ゲームの終了

フォックスが所定の目的地に着いた時点でゲームは終了する。

■6 勝ち負けの判定

　勝敗は、フォックス対ハンター、ハンター各人の2つのレベルで決定される。フォックスは、すべてのハンターの推理をはずれさせることができたら完全勝利。ほとんどのハンターをだますことに成功した場合は圧倒的勝利。ほとんどのハンターに目的地を見抜かれていれば、惨敗。

　ハンター各人については、フォックスのヒントに対する推理についての審判の点数の合計で順位をつけていく。

### GWゲーム概要　最終版(1996年5月4日)
以下のルールは、今回のゲーム用の暫定版であり、今後のゲームのルール変更を拘束するものではない。

■1 基本はISDN電話の使用

　フォックス、ハンターともNIFTY-Serveへのアクセス（＊）は、ISDN公衆電話を利用する。アクセス時の携帯電話、PHS、カプラーの使用はフォックス、ハンターともに禁止。

＊インターネットなどからのゲイトウェイを含む。

■2 参加者

以下の4種に分類される

・フォックス

　ノートパソコンを持って移動

・移動ハンター

　フォックスを追う。

・不動ハンター

　フォックスを固定した端末上で追う。

・ギャラリー

　フォックス、ハンター双方の動きを観戦する。

■3 ゲームの開始

ゲームは、フォックスが最初にアップロードする現在位置の宣言（13:00アップロード）とともにはじまる。なおハンターはゲーム開始時には自身の判断で決めた出発点からスタートする。16:00にゲームは終了。

■4 ヒントのアップロード

　フォックスは、ほぼ30分ごと（＊）に次の通過地点についてのヒントをHPに書き込む。今回のゲームではそのペースはほぼ以下のようになる。

時間　　場所　　　HPへの書き込み内容

13:00　出発地点　ゲーム開始・A地点のヒント

13:30　A地点     B地点のヒント

14:00　B地点     C地点のヒント

14:30　C地点     D地点のヒント

15:00　D地点     E地点のヒント

15:30　E地点     F地点のヒント

16:00　F地点（集合地点）

＊実際にはISDN電話の有無、移動の都合などで前後する。ただし30分に1回という割合は守られる。つまりゲーム時間が3時間ならヒントのアップロードは6回となる。

■5 移動

フォックスは、最終目的地と通過点を目指して公共交通機関を使って移動。追いかけるハンターもそれに準ずる。

■6 推理のメールとその点数

ハンターは、フォックスからのヒントをたよりに次の通過点を推理し、TAT編集部のIDにメールを送る。推理はなるべく具体的に記述する。たとえば、「千代田区有楽町1丁目」のように、地名と番地を必ず入れる。または、駅周辺ならば西口、東口の区別を記す。ただし後者のように記した場合は、該当範囲は駅の周囲のみとみなす。

　以上の推理はゲーム終了後にフォックスの実際の通過点と照らし合わせて、得点計算に利用される。実際の通過点と推理した点の距離が小さいほど得点が高い。目安としては、

　誤差ゼロ　　　10点

　誤差5キロ以内　5点

　誤差10キロ以内　1点

　誤差10キロ以上　0点

　　　　　　　　　　　　　　となる。

■7 キャッチアンドリリース

　フォックスからのヒントを読んだハンターは、次の通過点と思しき場所に直接待ち伏せをかけることができる。ただしこのとき、フォックスを捕まえたら、フォックスにそのことを確認させたあとに、すぐにその場所から10キロ以上離れた場所に15分以内に移動する。これは、その場所をあてたハンターがフォックスに付きまとうことで、他のハンターよりも優位に立つのを防ぐため。

■8 フォックスへの質問

　ハンターは、ヒントのアップロード時に同時にHPにフォックスへの質問を書き込むことができる。

　フォックスへの質問は、ヒントひとつにつき1回＝1問。つまりふたつ以上の点を一度に質問することはできない。またフォックスは質問に対して嘘はついてはいけないが、はっきり答える義務もない。フォックスからうまく答えを引き出せるような質問をするのがポイント。

■9 緊急時の連絡　

緊急時には、所定のPHSナンバーに連絡する。ただし連絡した時点で、ハンターはハンターとしてのゲーム参加資格を失う。なお、ゲーム終了時刻の16:00以降はこのかぎりではない。

## 関連書籍
このゲームを原案とした、一条理希著「ネットワーク・フォックス・ハンティング」（集英社スーパーファンタジー文庫 1996年4月3日発行）がある。